# Isla Corocoro
La isla Corocoro (en inglés: Corocoro Island), es una isla ubicada en el delta del río Barima, en el océano Atlántico entre las costas de Venezuela y Guyana, que en su mayor parte pertenece a Venezuela (610 kilómetros cuadrados), que la administra como parte de la Parroquia Francisco Aniceto Lugo en el Municipio Antonio Díaz del estado Delta Amacuro, Una pequeña porción oriental (79 kilómetros cuadrados) de la isla es administrada por Guyana en la zona reclamada por Venezuela conocida como Guayana Esequiba, Venezuela reclama la isla en su totalidad (689 kilómetros cuadrados).
La parte norte de la isla está abierta al océano, pero la parte sur forma un canal estrechamente pegado a la costa, y siendo la isla pantanosa y llana, es inundable.

## Localización
Se encuentra en la parte más oriental de Venezuela en el estado Delta Amacuro, frontera con Guyana, al este de la llamada "Boca Grande" del Delta del río Orinoco.
En la isla de Corocoro se encuentra el límite actual de facto entre Venezuela y Guyana conocido como Punta Playa.

## Historia
La isla fue dividida entre Venezuela y Guyana tras el Laudo Arbitral de 1899, a Venezuela se le reconoció la parte occidental y central de la isla, Guyana se quedó con una porción de la parte oriental.
Venezuela declaró nulo e irritó el Laudo Arbitral de 1899, y reclama la totalidad de la isla como parte de la Guayana Esequiba, desde que Guyana se independizo en 1966 administra una pequeña porción en el extremo este de la isla como parte de la Región de Barima-Waini, el resto (la mayor parte) continua bajo control de Venezuela como parte del estado de Delta Amacuro.
Actualmente tanto Venezuela como Guyana administran la isla (de iure) ya que no hay ni asentamientos, ni bases, ni hitos en dicha isla.

## Reserva
La parte controlada por Venezuela  de 61.000 hectáreas o 610 km² forma parte de una Reserva natural protegida por el Gobierno, denomina Reserva Imataca, siendo parte de la llamada Zona de protección costera.